# Discopteromyia inermis
Discopteromyia inermis är en tvåvingeart som beskrevs av James 1978. Discopteromyia inermis ingår i släktet Discopteromyia och familjen vapenflugor. Inga underarter finns listade i Catalogue of Life.